# I Socialisti
I Socialisti (Nederlands: De Socialisten) is een kleine sociaaldemocratische partij in Italië. I Socialisti werd op 7 februari 2006 gevormd als afsplitsing van de Nuovo PSI en wordt geleid door Vittorio Craxi, zoon van wijlen Bettino Craxi, Italiaans premier en leider van de Socialistische Partij van Italië.
De afscheiding van Craxi en de zijnen van de Nuovo PSI voltrok zich in oktober 2005. Tijdens het Nuovo PSI partijcongres van die maand ontstond er een ernstig conflict tussen de groep rondom Craxi, die uit het Huis van de Vrijheden (centrumrechtse coalitie onder Berlusconi) wilde treden en directe aansluiting bij de De Unie (centrumlinkse oppositie) bepleitte, en de groep rondom oud-minister van Buitenlandse Zaken en partijvoorzitter van de Nuovo PSI, Gianni De Michelis, die de Nuovo PSI binnen het Huis van de Vrijheden wilde houden. Uiteindelijk stapten Craxi en zijn medestanders uit de partij, waarop zij I Socialisti oprichtten.
I Socialisti maakt deel uit van De Unie en zou aanvankelijk toetreden tot Rosa nel Pugno, de lijstverbinding van de Italiaanse Radicalen en Socialisti Democratici Italiani binnen De Unie, maar Craxi zag daar uiteindelijk vanaf.
Begin maart 2006 werd het partijlogo gewijzigd, omdat deze te veel leek op die van de Nuovo PSI; daar kwam bij dat de linkse partijen bezwaar maakten tegen de naam Craxi die op het logo prijkte en een herinnering opriep aan het verleden (Bettino Craxi, min of meer synoniem aan "corruptie"), een verleden dat de linkse partijen wilden afsluiten.